# Dugouhi jež
Dugouhi jež (lat. Hemiechinus auritus) je vrsta ježa porijeklom iz srednjoazijskih zemalja i nekih zemljama Bliskog istoka. Živi u jazbinama, bilo da ih radi ili pronađe. Ističe se svojim dugim ušima. Smatra se jednim od najmanjih bliskoistočnih ježeva. Ovaj jež jede kukce, ali se također može hraniti malim kralježnjacima i biljkama. U zatočeništvu mogu živjeti oko 7 godina.
Budući da je prirodno sklon parazitima i može prenositi opasne bolesti poput kuge, vrlo je preporučeno da ga se kupuje preko ovlaštenih trgovaca, ako ga se želi držati kao kućnog ljubimca.
Duljina tijela je između 120 i 270 mm, a repa između 10–50 mm. Lubanja je oko 38–48 mm. Teži između 250 i 400 g. Ima vrlo razvijena osjetila sluha i mirisa, koja koriste za lov i otkrivanje predatora. U opasnosti se štiti bodljama. Vrh i peta stopala prekriveni su dlakom, ali stopala su gola.
Dugouhi jež je manji od europskog bjeloprsog ježa i puno je brži. Manje je vjerojatno, da će sklupčati u loptu u opasnosti, nego će radije pokušati pobjeći ili skočiti na predatora sa svojim relativno kratkim iglicama.